# Jochen Zinner
Jochen Zinner (* 29. Januar 1943 in Plauen) ist ein deutscher Sportwissenschaftler.

## Leben
Zinner war in jungen Jahren als Wasserballspieler aktiv. Als Mitglied der Nationalmannschaft der DDR bestritt er zwischen 1962 und 1970 50 Länderspiele. Parallel dazu studierte er Automatisierungstechnik und Elektrotechnik und schloss 1969 als Diplom-Ingenieur (FH) ab. Er schloss ein Studium der Mathematik an und legte 1974 die Diplomprüfung ab.
Von 1974 bis 1990 war er beim SC Dynamo Berlin als Leistungsdiagnostiker tätig. 
Er war Mitglied der zentralen Parteileitung SED der Sportvereinigung Dynamo und Offizier der Staatsorgane.
Während dieser Zeit promovierte er 1982 an der Deutschen Hochschule für Körperkultur (DHfK) zum Dr. paed. Nach der Wende in der DDR wurde er 1991 Bereichsleiter Trainingswissenschaft am Olympiastützpunkt Berlin. Von 1995 bis 2009 war er dessen Leiter.
Seit 2009 ist er Professor für Leistungsdiagnostik und Leistungssport an der Deutschen Hochschule für Gesundheit und Sport in Berlin.

## Ehrungen
- 1. Oktober 2009: Verdienstorden des Landes Berlin